# La Immaculada de la Guingueta
La Immaculada de la Guingueta d'Àneu és una capella del poble de la Guingueta d'Àneu, en el terme municipal de la Guingueta d'Àneu, a la comarca del Pallars Sobirà. Pertany al territori de l'antic terme de Jou.
Està situada a dins del nucli de població, en el seu sector meridional.